# أنجيلابابي
أنجيلا يانغ يينغ (الصينية المبسطة: 杨颖 الصينية التقليدية: 楊穎، من مواليد 28 فبراير 1989) عارضة أزياء وممثلة ومغنية صينية معروفة باسمها الفني أنجيلابابي، تقيم في هونغ كونغ. جاء اسمها المسرحي من مزيج من اسمها باللغة الإنجليزية «أنجيلا» واسمها المستعار «بيبي»، في عام 2013 تم اختيارها من قبل ساذرن متروبوليس ديلي كواحدة من ممثلات دان الأربع الجدد. في عام 2016، فازت بجائزة مائة زهرة لأفضل ممثلة مساعدة عن دورها في الفيلم الرائد موجين: الأسطورة المفقودة.

## روابط خارجية
- أنجيلابابي على موقع IMDb (الإنجليزية)
- أنجيلابابي على موقع ألو سيني (الفرنسية)
- أنجيلابابي على موقع ميوزك برينز (الإنجليزية)
- أنجيلابابي على موقع أول موفي (الإنجليزية)
- أنجيلابابي على موقع ديسكوغز (الإنجليزية)
- أنجيلابابي على موقع قاعدة بيانات الفيلم (الإنجليزية)
- أنجيلابابي على موقع كينوبويسك (الروسية)